# Стир, Джозеф Бил
Джозеф Бил Стир (9 февраля 1842 — 7 декабря 1940) — американский орнитолог. Описал ряд новых для науки видов птиц.

## Биография
Совершил несколько научных экспедиций в Южную Америку и Азию, включая длившуюся пять лет. Последняя экскурсия учёного состоялась в 1901 году.
Женился 30 сентября 1879 на Хелен Ф. Баззард. В 1875 получил почётную степень PhD Мичиганского университета. В 1894 подал в отставку со своей должности в университете. Возможно, это произошло по просьбе правления последнего, так как позиция профессора по вопросу движения за трезвость раздражала местное немецкое сообщество в Анн-Арборе.
В его честь названы виды птиц Liochicla steerii, Eurylaimus steerii, Centropus steerii, Pitta steerii и вид ящериц Sphenomorphus steerei.

## Публикации
- Steere, J. B., 1890. «A List of Birds and Mammals Collected by the Steere Expedition to the Philippines, with New Species.»
- Steere, J. B., 1903. Narrative of a visit to Indian tribes of the Purus River, Brazil. A. Rept. U. S. natl Mus., Washington, D. C. 1903: 359—393.
- Steere, J. B., 1927. The archeology of the Amazon. Univ. Michigan off. Publs 29 (9, Pt. 2): 20-26.
- Steere, J. B., 1949. Tribos do Purus. Sociologia, São Paulo 11 (2): 64-78, 212—222.